# Findling Jasmund

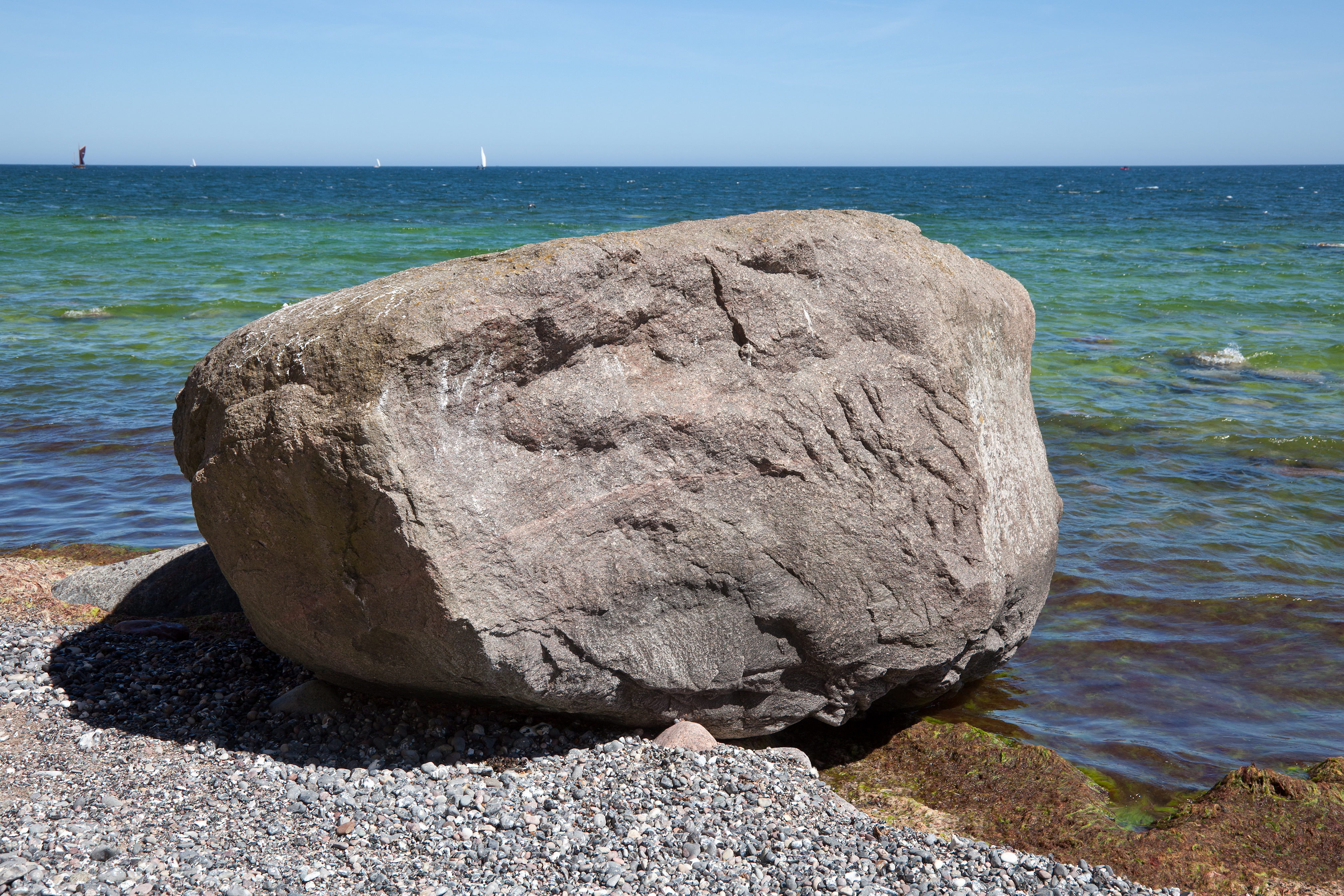
Der Findling Jasmund am Kollicker Ufer

Der Findling Jasmund liegt auf der Insel Rügen am Strand zwischen dem Kollicker Bach und dem Kollicker Ort im Nationalpark Jasmund und gehört zu den gesetzlich geschützten Geotopen in Mecklenburg-Vorpommern. Er ist mit den Gletschern der Letzten Eiszeit hierher transportiert worden und erst um 1970 durch die hier typischen Uferabbrüche aus der Kliffwand gefallen, die im oberen Bereich aus Geschiebemergel bestehe.

## Größe und Beschaffenheit
Der rund 73 Tonnen schwere Findling hat ein Volumen von 27 m³ und ist 5 m lang, 4 m breit und 2,5 m hoch.
Er besteht aus biotitreichem Granitgneis. Seine genaue Herkunft ist nicht bestimmbar.